# Andreas Homoki

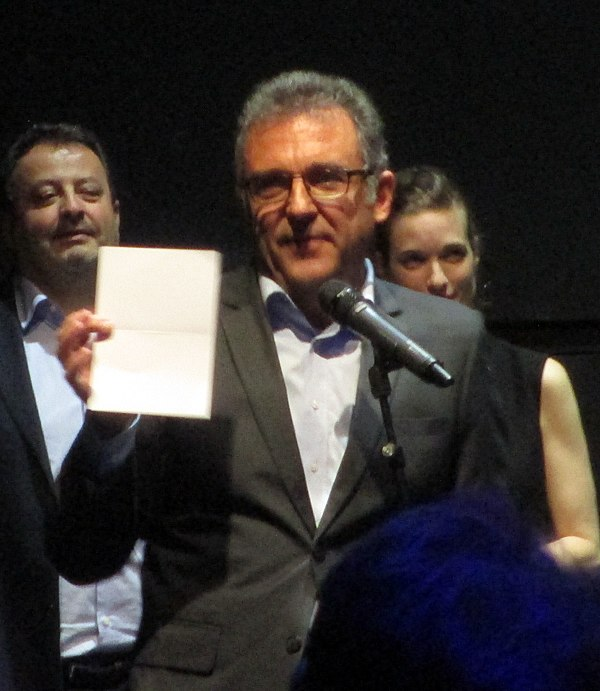
Andreas Homoki, 2015

Andreas Homoki (* 16. Februar 1960 in Marl) ist ein deutscher Regisseur und Opernintendant ungarischer Abstammung.

## Leben
Nach dem Abitur in Bremen studierte er von 1979 bis 1987 an der Hochschule der Künste und der Technischen Universität Berlin Schulmusik und Germanistik. Bereits während seines Studiums arbeitete er als Regie-Assistent von Harry Kupfer an mehreren seiner Produktionen mit. Zwischen 1987 und 1993 war er als Regieassistent und Abendspielleiter an der Oper Köln fest engagiert.
Erste Regiearbeiten entstanden ab 1988 im Rahmen seiner Lehrtätigkeit an der Opernschule der Kölner Hochschule für Musik (bis 1992). Seine internationale Karriere begann noch während seiner Assistenzzeit 1992 mit dem Sensationserfolg seiner Inszenierung von Richard Strauss’ Die Frau ohne Schatten in Genf, die von der Fachzeitschrift Opernwelt zur Inszenierung des Monats gekürt wurde sowie nach ihrer Übernahme ans Théâtre du Châtelet in Paris 1994 den französischen Kritikerpreis erhielt. Seit 1993 inszenierte Homoki an vielen europäischen Opernhäusern und auch in Tokyo. Von 1993 bis 2002 war Homoki als freiberuflicher Regisseur tätig.
2002 wurde er als Nachfolger von Harry Kupfer Chefregisseur der Komischen Oper Berlin und war ab 2004 auch deren Intendant. 2007 wurde die Komische Oper Berlin in der Kritikerumfrage der Opernwelt zum Opernhaus des Jahres gewählt.
Von Beginn der Spielzeit 2012/13 bis zur Spielzeit 2024/25 war Andreas Homoki Intendant des Zürcher Opernhauses, das unter seiner Leitung bei den Britischen International Opera Awards 2014 zur „Opera Company of the Year“ gewählt wurde. 2019 wurde das Opernhaus Zürich von der Zeitschrift OPER! als "Bestes Opernhaus" ausgezeichnet.
Weitere Inszenierungen in dieser Zeit waren u. a. Der fliegende Holländer (Koproduktion mit der Mailänder Scala und der Norwegischen Staatsoper Oslo), Lady Macbeth von Mzensk, Fidelio, Juliette sowie Lohengrin (Koproduktion mit der Wiener Staatsoper), Luisa Miller (Hamburgische Staatsoper), Wozzeck, My Fair Lady (Komische Oper Berlin) und I puritani.
Andreas Homokis Inszenierung der Uraufführung von Heinz Holligers Oper Lunea wurde 2018 in der Kritikerumfrage der Opernwelt als „Uraufführung des Jahres“ ausgezeichnet. Während der Corona-Pandemie 2020/21 kamen zwei seiner Inszenierungen als Live-Stream heraus: Simon Boccanegra (Live auf ARTE) sowie Hoffmanns Erzählungen.
Seit 1999 ist Andreas Homoki Mitglied der Akademie der Künste Berlin.
Andreas Homoki ist verheiratet mit der Sängerin Aurelia Hajek. Sie haben einen gemeinsamen Sohn.

## Inszenierungen
- 1988, Bastien und Bastienne, Oslo Sommeropera
- 1990, Jakob Lenz, Musikhochschule Köln
- 1990, Nacht mit Gästen (Febel), Opernstudio Köln
- 1991, Il trovatore, Wellington City Opera Neuseeland
- 1992, L’enfant et les sortilèges, Musikhochschule Köln
- 1992, Die Frau ohne Schatten, Grand Théâtre de Genève
- 1993, Cavalleria rusticana / Pagliacci, Staatstheater Mainz
- 1993, Madama Butterfly, Aalto-Theater Essen
- 1994, Das Schloss, Staatstheater Hannover
- 1994, Der Wildschütz, Oper Köln
- 1994, Rigoletto, Staatsoper Hamburg
- 1994, Simone Boccanegra, Theater Freiburg
- 1995, Tristan und Isolde, Staatstheater Wiesbaden
- 1995, Orfeo ed Euridice, Grand Théâtre de Genève
- 1995, Die Zauberflöte, Oper Köln
- 1996, Falstaff, Komische Oper Berlin
- 1996, Idomeneo, Staatsoper München
- 1996, Don Giovanni, Königliche Oper Kopenhagen
- 1996, La traviata, Oper Leipzig
- 1997, Elektra, Oper Basel
- 1997, Der Freischütz, Oper Köln
- 1997, Hänsel und Gretel, Deutsche Oper Berlin
- 1998, Die Liebe zu den drei Orangen, Komische Oper Berlin
- 1998, Il trovatore, Oper Bonn
- 1999, Carmen, Georges Bizet, De Nederlandse Opera
- 1999, Der Rosenkavalier, Theater Basel
- 1999, Macbeth (Verdi), Oper Leipzig
- 2000, Die lustige Witwe, Komische Oper Berlin
- 2000, Capriccio, Nederlands Opera Amsterdam
- 2001, Arabella, Staatsoper München
- 2001, Messa da Requiem, Theater Basel
- 2001, Aida, Staatstheater Hannover
- 2002, Manon Lescaut, Staatsoper München
- 2002, Lulu, Nederlands Opera Amsterdam
- 2002, Die verkaufte Braut, Komische Oper Berlin
- 2002, Eine florentinische Tragödie / Der Zwerg, Komische Oper Berlin
- 2003, Die Csárdásfürstin, Komische Oper Berlin
- 2003, Die Hochzeit des Figaro, New National Theatre Tokyo
- 2004, Tannhäuser, Théâtre du Châtelet Paris
- 2004, Roméo et Juliette, Staatsoper München
- 2004, Turandot, Semperoper, Dresden
- 2005, Eugen Onegin, Komische Oper Berlin
- 2005, Königskinder, Bayerische Staatsoper, München
- 2006, Der Rosenkavalier, Komische Oper Berlin
- 2006, Der goldene Hahn, Komische Oper Berlin
- 2006, Aufstieg und Fall der Stadt Mahagonny, Komische Oper Berlin
- 2007, La fanciulla del West, New National Theatre Tokio
- 2007, Die Fledermaus, Komische Oper Berlin
- 2008, La Bohème, Komische Oper Berlin
- 2008, Robin Hood (Frank Schwemmer, UA), Komische Oper Berlin
- 2008, Von heute auf morgen (Schönberg) / Pagliacci, Teatro la Fenice
- 2009, Hamlet (Christian Jost, UA), Komische Oper Berlin
- 2009, La traviata, Semperoper Dresden
- 2010, Die Meistersinger von Nürnberg, Komische Oper Berlin
- 2011, Faust (Gounod), Hamburgische Staatsoper
- 2011, Das schlaue Füchslein, Komische Oper Berlin
- 2012, David et Jonathas, Festival d'Aix-en-Provence
- 2012, Der fliegende Holländer, Opernhaus Zürich
- 2013, Lady Macbeth von Mzensk, Opernhaus Zürich
- 2013, Fidelio, Opernhaus Zürich
- 2014, Lohengrin, Wiener Staatsoper / Opernhaus Zürich
- 2014, Luisa Miller, Hamburgische Staatsoper
- 2015, Juliette, Opernhaus Zürich
- 2015, Wozzeck, Opernhaus Zürich
- 2015, My Fair Lady, Komische Oper Berlin
- 2016, Turandot, Den Norske Opera & Ballett Oslo
- 2016, I puritani, Opernhaus Zürich
- 2017, Médée, Opernhaus Zürich
- 2017, Das Land des Lächelns, Opernhaus Zürich
- 2018, Lunea (Heinz Holliger), UA, Opernhaus Zürich
- 2018, La forza del destino, Opernhaus Zürich
- 2018, Sweeney Todd, Opernhaus Zürich
- 2019, Nabucco, Opernhaus Zürich
- 2020, Iphigénie en Tauride, Opernhaus Zürich
- 2020, Simon Boccanegra, Opernhaus Zürich
- 2021, Les contes d’Hoffmann, Opernhaus Zürich
- 2021, Die Geschichte vom Soldaten, Opernhaus Zürich
- 2021, Salome, Opernhaus Zürich
- 2022, Schwanda, der Dudelsackpfeifer, Komische Oper Berlin
- 2022, Das Rheingold, Opernhaus Zürich
- 2022, Madama Butterfly, Bregenzer Festspiele
- 2022, Die Walküre, Opernhaus Zürich
- 2023, Siegfried, Opernhaus Zürich
- 2023, Carmen, Opéra Comique Paris